# 韋爾蘭 (挪威)
韋爾蘭（挪威語：Verran）是挪威已撤銷的市镇，曾位於北特倫德拉格郡。該市镇存在於1901年至2020年間。